# Musa Hajdari
Musa Hajdari (* 11. Oktober 1987 in Kamenica, SFR Jugoslawien) ist ein kosovarischer Mittelstreckenläufer, der sich auf die 800-Meter-Distanz spezialisiert hat.

## Karriere
Am 1. Juni 2013 gab Hajdari sein internationales Profidebüt beim Yılmaz Sazak Athletics Meeting in Istanbul. Hier gewann er das Meilenrennen mit einer Zeit von 4:17,73 min. Am 1. Mai 2015 wurde er Zweiter hinter Dušan Babić über 1500 Meter beim Wettkampf in Bar (Montenegro). Im selben Jahr nahm Hajdari an den Weltmeisterschaften in Peking teil und schied dort über 800 Meter mit 1:47,70 min im Vorlauf aus. Im Jahr darauf belegte er bei den Balkan-Meisterschaften in Pitești in 3:16,87 min den siebten Platz mit der kosovarischen 4-mal-400-Meter-Staffel und gewann über 800 Meter in 1:48,55 min die Silbermedaille. Daraufschied schied er bei den Europameisterschaften in Amsterdam mit 1:48,97 min im Vorlauf aus und nahm dann an den Olympischen Spielen in Rio de Janeiro teil, bei denen er auch mit 1:48,41 min in der Vorrunde ausschied. 2017 belegte Hajdari bei den Spielen der Frankophonie in Abidjan in 3:52,93 min den sechsten Platz im 1500-Meter-Lauf. Im Jahr 2018 gewann er bei den Balkan-Hallenmeisterschaften in Istanbul mit neuem Hallenrekord von 1:49,31 min die Silbermedaille über 800 Meter und schied anschließend bei den Hallenweltmeisterschaften  in Birmingham mit 3:47,68 min über 1500 Meter im Vorlauf aus. Daraufhin siegte er bei den Meisterschaften der Kleinen Staaten Europas in Schaan in 1:49,26 min und schied dann bei den Mittelmeerspielen in Tarragona mit 1:51,26 min im Vorlauf aus. Bei den Balkan-Meisterschaften in Stara Sagora gewann er in 1:48,29 min die Silbermedaille und scheiterte dann bei den Europameisterschaften in Berlin mit 1:49,47 min in der ersten Runde.
2019 gewann Hajadri bei den Balkan-Hallenmeisterschaften in Istanbul in 1:49,31 min die Silbermedaille über 800 Meter und bei den Freiluftmeisterschaften in Prawez gewann er in 1:50,33 min bzw. 3:46,54 min jeweils die Silbermedaille über 800 und 1500 Meter. Ende September startete er erneut bei den Weltmeisterschaften in Doha, scheiterte dort aber mit 1:47,98 min im Vorlauf. Nachdem er 2020 keine Wettkämpfe bestritten hatte, erreichte er im darauffolgenden Jahr bei den Balkan-Hallenmeisterschaften in Istanbul nach 3:51,05 min Rang sieben. Bei den Olympischen Spielen in Tokio schied er mit 1:48,96 min im Vorlauf aus.

## Persönliche Bestleistungen
- 800 Meter: 1:47,65 min, 16. Juni 2019 in Ohrid (kosovarischer Rekord)
  - 800 Meter (Halle): 1:49,31 min, 16. Februar 2019 in Istanbul (kosovarischer Rekord)
  - 1000 Meter (Halle): 2:22,15 min, 18. Februar 2018 in Istanbul (kosovarischer Rekord)
- 1500 Meter: 3:46,54 min, 2. September 2019 in Prawez
  - 1500 Meter (Halle): 3:47,68 min, 3. März 2018 in Birmingham (kosovarischer Rekord)
- Meile: 4:17,73 min, 1. Juni 2013 in Istanbul